# 콩고 민주 공화국의 소년병
콩고 민주 공화국의 소년병에 관한 문서이다.
콩고 민주 공화국(DRC)에서 발생한 제1차 콩고 전쟁 및 제2차 콩고 전쟁 동안 전쟁에 참여한 모든 당사자는 현지에서 "어린 아이들"을 의미하는 스와힐리어 용어인 카도고스(Kadogos)로 알려진 소년병을 적극적으로 모집하거나 징집했다. 2011년에는 30,000명의 어린이가 여전히 무장단체에 소속되어 활동하고 있는 것으로 추산되었다. 콩고 민주 공화국 유엔기구 안정화단(MONUSCO)은 2013년 보고서를 발표했는데, 이 보고서에는 2012년 1월 1일부터 2013년 8월까지 최대 1,000명의 어린이가 무장단체에 징집됐다고 명시되어 있으며 소년병 징집을 "엔데믹"(endemic)으로 기술하고 있다.
로랑데지레 카빌라 전 대통령은 1996년부터 제2차 콩고 전쟁에 아동을 이용했으며, 그 밑에서 복무한 어린이는 7세에 불과한 어린이를 포함해 최대 1만 명에 달하는 것으로 추산된다.
토마스 루방가 딜로(Thomas Lubanga Dyilo)가 이끄는 민병대는 30%가 어린이인 것으로 추정된다.
국제형사재판소(ICC)는 콩고민주공화국 내 인권 침해에 대한 첫 번째 재판에서 아동을 전투에 사용한 혐의로 국내 법리상 첫 번째 기소, 첫 재판, 첫 유죄 판결을 내렸다.

## 참고 문헌
- Bouchet-Saulnier, Françoise (2013). 《The Practical Guide to Humanitarian Law》 Thi English Language판. Rowman & Littlefield. ISBN 978-1442221123.
- Chikuhwa, Tonderai W. (2009). 〈The Evolution of the United Nations Protection Agenda for Children〉.   Scott Gates; Simon Reich. 《Child Soldiers in the Age of Fractured States》. University of Pittsburgh Press. 37–54쪽. ISBN 978-0822960294.
- Drumbl, Mark A. (2012). 《Reimagining Child Soldiers in International Law and Policy》. Oxford University Press. ISBN 978-0199592654.